# 盲導犬の里 富士ハーネス
盲導犬の里 富士ハーネス（もうどうけんのさと ふじハーネス）は、静岡県富士宮市にある公益財団法人日本盲導犬協会が運営する盲導犬の総合センターである。

## 概要
盲導犬の総合センターとして建設され、国家公安委員会から盲導犬訓練施設として認可を受けている。盲導犬の訓練施設のほか、目の不自由な人が犬と共同で訓練できる場所、繁殖犬の出産・盲導犬候補犬の飼育、引退した盲導犬が生涯くつろげる場所、一般の人の盲導犬への理解を深める広報スペースやラウンジ、盲導犬の研究、国際交流といったさまざまな意義・目的がある。このため医療施設や宿泊施設など、多くの設備が併設されている。
建設場所は、オウム真理教富士山総本部の跡地である。
平成20年（2008年）には、優れた建築作品に与えられるBCS賞を受賞した。

## 施設見学

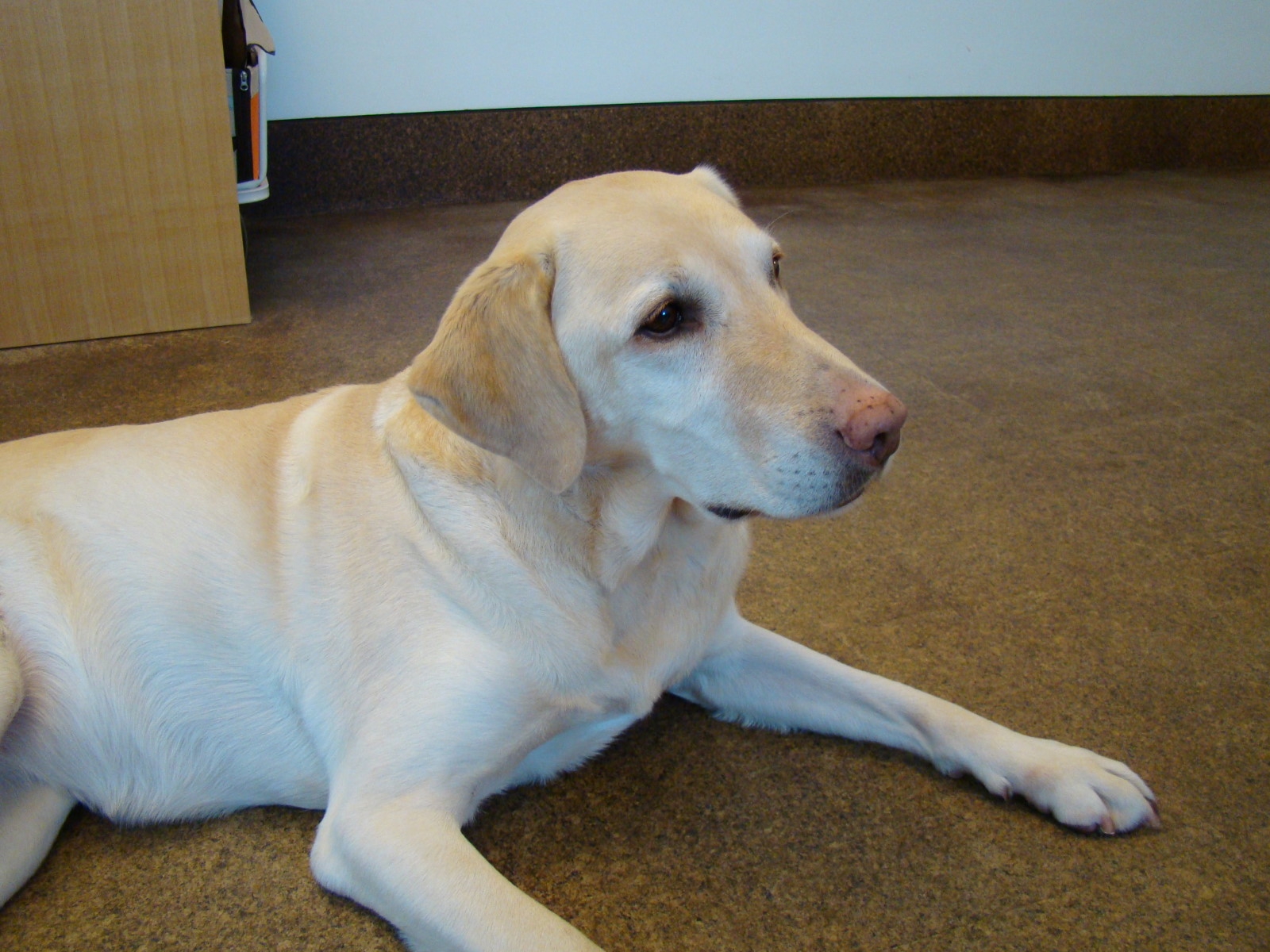
引退犬棟で暮らす引退盲導犬

- 休館日（水曜日と年末年始）以外は毎日見学が可能。入場できるのはエントランス棟・ショップ・ラウンジ棟・トレーニング棟・学習資料室。その他の施設は外側より見学できる。
- 入館料の代わりに、日本盲導犬協会への寄付（金額は任意）を行う。
- 1日に1〜2回、PR犬による盲導犬訓練のデモンストレーションが行われる。
- デモンストレーション後の20分間は引退犬棟が解放され、引退犬とのふれあいができる。
- 施設内は犬と一緒に見学できる。（ペット犬見学可能なエリアのみ）

## 所在地・アクセス
- 所在地 静岡県富士宮市人穴381
- 東名高速道路富士IC→西富士道路→国道139号→静岡県道・山梨県道71号富士宮鳴沢線
- 中央自動車道河口湖IC→国道139号→静岡県道・山梨県道71号富士宮鳴沢線

## 周辺
- 田貫湖
- まかいの牧場
- 富士ミルクランド
- 朝霧高原
- 人穴